# Manawatu Rugby Union
Manawatu Rugby Union è l'organo di governo del rugby a 15 nella regione neozelandese di Manawatu-Wanganui ed alcune città limitrofe. La squadra provinciale a esso afferente, nota come Manawatu Turbos, disputa la seconda divisione del campionato nazionale della Nuova Zelanda, la Mitre 10 Cup, e la provincia afferisce a sua volta alla franchise professionistica di Super Rugby degli Hurricanes, la cui sede è a Wellington.

## Storia
L'unione rugbistica di Manawatu fu fondata nel 1886 come la federazione più antica della Nuova Zelanda, che fu fondamentale nel creare nel 1892, assieme ad altre union, la Federazione neozelandese.
La Manawatu RU ha sede nella città di Palmerston North, gioca tradizionalmente con una distintiva maglia verde a righe bianche orizzontali e l'impianto dove vengono disputati gli incontri interni della squadra provinciale è l'Arena Manawatu di Palmerston North, la cui capienza è di circa 15.000 spettatori.
Nel 1997-98, mediante una fusione con Hawke's Bay, fondò i Central Vikings, che indossavano delle divise arancioni e blu.
Manawatu vanta un successo nel Campionato nazionale interprovinciale nel 1980 ed una Ranfurly Shield nel 1976, difesa per tredici volte fino al 1978.

## Palmarès
- National Provincial Championship: 1
1980
- Ranfurly Shield: 1
1976-1978